# Isla Robertson
La isla Robertson (en inglés: Robertson Island) es una isla cubierta de hielo, de 21 km de largo en dirección noroeste-sureste y 9,7 km de ancho, situado en el extremo este de los nunataks Foca frente a la costa Nordenskjöld al este de la península Antártica (65°10′S 59°37′O / -65.167, -59.617). Se halla bordeada por la barrera de hielo Larsen, excepto en su costa este.
Fue descubierta por el capitán Carl Anton Larsen el 9 de diciembre de 1893. Un volcán ubicado en la parte norte de la isla fue llamado monte Christensen por Christen Christensen, propietario del Jason (el barco en el cual navegaban). Larsen luego nombró a la isla como Robertson por William Robertson, copropietario de Woltereck y Robertson.
El Refugio San Roque fue inaugurado en la isla Robertson el 1 de octubre de 1956 por el Ejército Argentino.

## Reclamaciones territoriales
Argentina incluye a la isla en el departamento Antártida Argentina dentro de la provincia de Tierra del Fuego, Antártida e Islas del Atlántico Sur; para Chile forma parte de la comuna Antártica de la provincia Antártica Chilena dentro de la Región de Magallanes y de la Antártica Chilena; y para el Reino Unido integra el Territorio Antártico Británico. Las tres reclamaciones están sujetas a las disposiciones del Tratado Antártico.
Nomenclatura de los países reclamantes:
- Argentina: isla Robertson
- Chile: isla Robertson
- Reino Unido: Robertson Island